# Vervoer in India

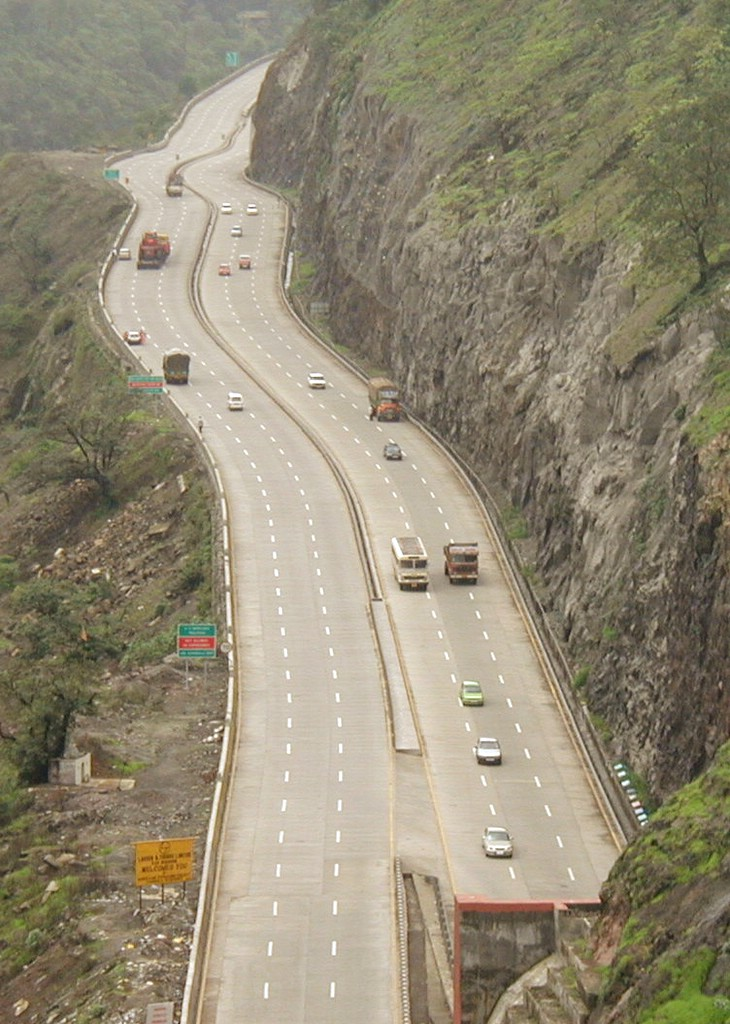
De Autoweg Mumbai-Pune, de eerste autoweg van India.

Het vervoer in India vormt een belangrijk onderdeel van de Indiase economie. Sinds de economische liberalisering in de jaren 1990 ontwikkelde de infrastructuur in India zich snel. Vandaag is er een uitgebreid transportnetwerk over land, water en door de lucht.
Openbaar vervoer is de belangrijkste wijze van transport. Het openbaarvervoernetwerk is het meeste gebruikte ter wereld. Het spoorwegnet is het langste en het op vier na meest gebruikte ter wereld. Het vervoer bedraagt meer dan 6 miljard reizigers en ruim 350 miljoen ton goederen per jaar.
Het gebruik van motorvoertuigen is in vergelijking met andere landen laag. In 2008 bereden  13 miljoen wagens de Indiase wegen. Slechts 10% van de gezinnen bezit een eigen motorfiets. De auto-industrie in India is echter sterk groeiende, met een jaarproductie van 3,5 miljoen voertuigen in 2010.
Onderdelen van het transportsysteem zijn door corruptie en gebrek aan investeringen sterk in ontwikkeling achtergebleven. De vraag naar transport stijgt met zo'n 10% per jaar, de bestaande infrastructuur kan deze enorme aantallen niet aan.

## Traditionele vervoerswijzen

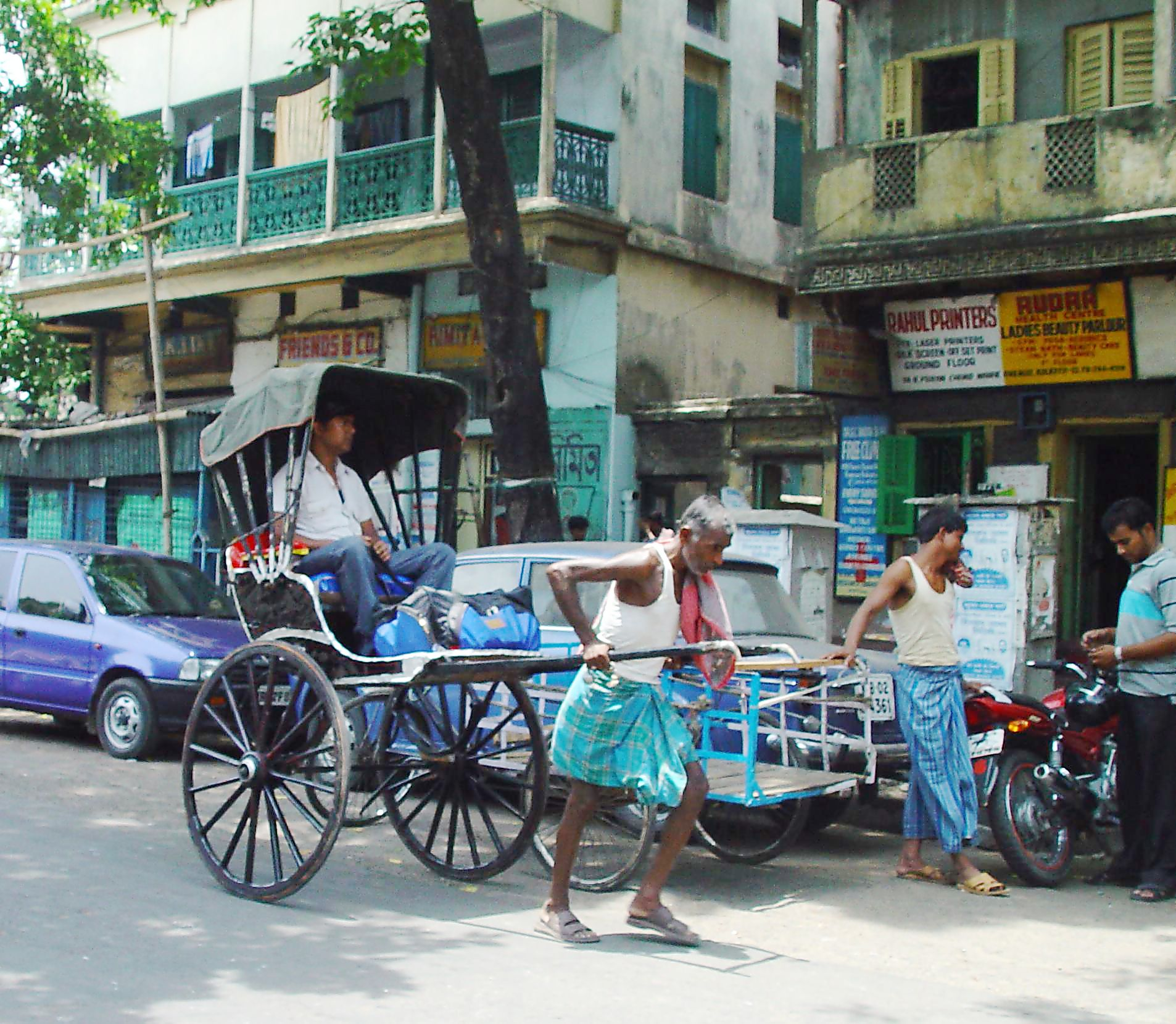
Een handgetrokken riksja in Calcutta.

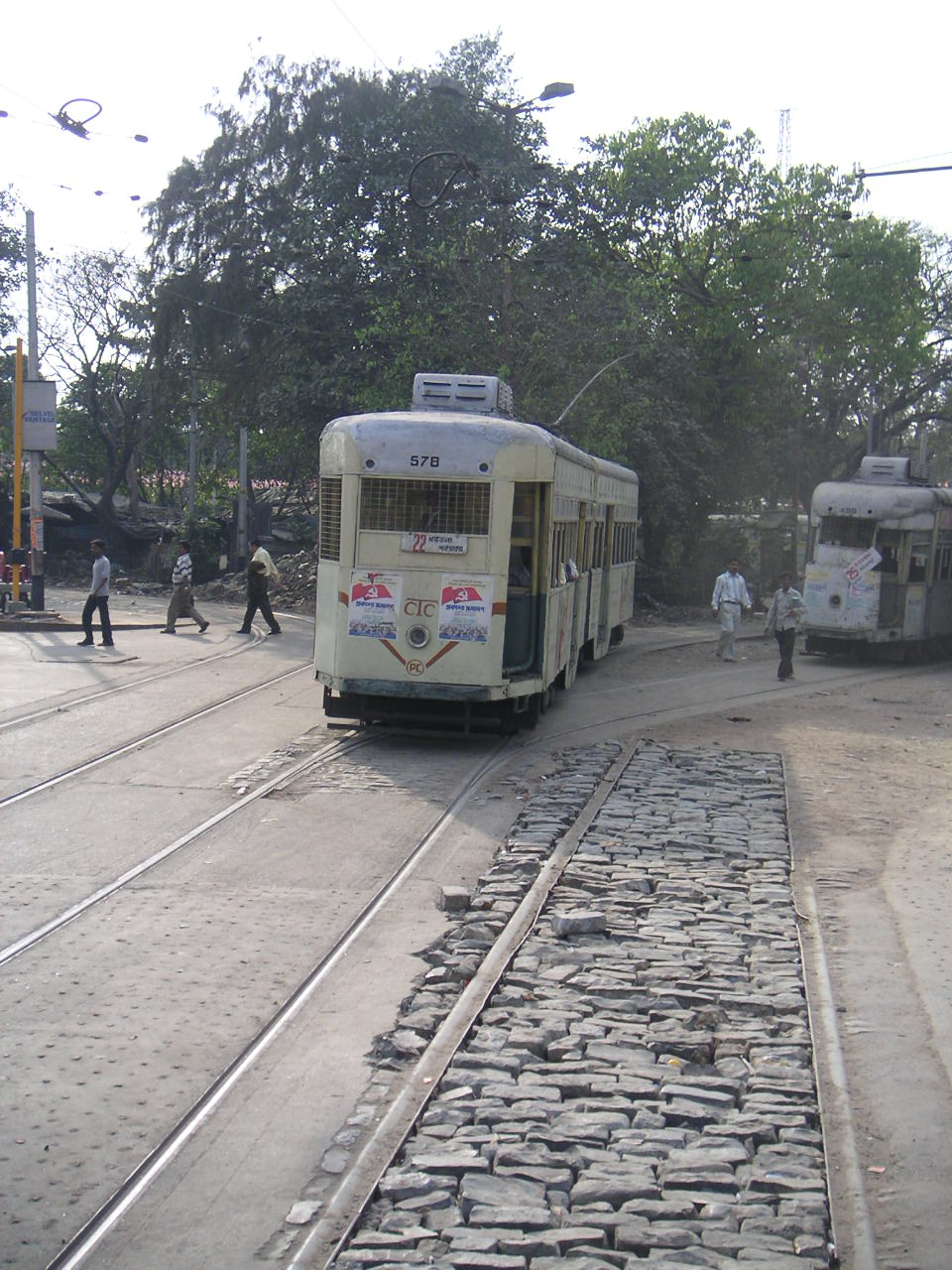
Een tram in de straten van Calcutta.

### Wandelen
Mensen in India leggen van oudsher lange afstanden af te voet. Adi Shankara wandelde te voet door heel India. Lopen is nog steeds een belangrijk middel van vervoer in stedelijke gebieden en op het platteland. In Mumbai heeft de Mumbai Metropolitan Region Development Authority de bouw van meer dan 50 voetgangersbruggen aangekondigd, zij maken deel uit van het zogenoemde Mumbai Skywalk-project. Ook andere steden hebben plannen voor dit soort bruggen die bedoeld zijn om de veiligheid van de voetgangers te verhogen. Zebrapaden en stoepen zijn meestal niet aanwezig in India, dat maakt de voetganger extra kwetsbaar in het verkeer.

### Draagstoel
Draagstoelen waren een van de luxueuze methodes die gebruikt werden door rijken om doorheen het land te reizen. Tegenwoordig worden ze enkel nog gebruikt bij huwelijksplechtigheden.

### Fiets
Fietsen is een veelgebruikte vorm van vervoer. In 2005 bezat meer dan 50% van de Indiase huishoudens een fiets. India is de op een na grootste producent van fietsen wereldwijd. 

### Riksja
De handgetrokken riksja is nog steeds te zien in Calcutta. Deze manier van vervoer werd door de regering van West-Bengalen in 2005 verboden omdat hij 'onmenselijk' zou zijn.
De fietsriksja werd in India geïntroduceerd in de jaren 40 van de twintigste eeuw. Hij werd in 2008 in verschillende steden verboden omdat hij grote verkeershinder veroorzaakt. Dit wordt wel gerepliceerd met het feit dat een riksja niet bijdraagt aan de vervuiling van de lucht, wat bij gemotoriseerde voertuigen wel het geval is. De riksja was een goedkope manier om door de straten van een stad als Delhi te reizen. 

### Tram
De tram werd ooit geïntroduceerd in de steden Mumbai en Calcutta. In Calcutta is ze nog steeds in gebruik, het tramnetwerk is echter verouderd en traag. De Calcutta Tramways Company is bezig met het vernieuwen en uitbreiden van haar tramnetwerk, de invoering van nieuwe technologie moeten van de tram opnieuw een populair vervoermiddel maken.

## Lokaal transport
Het lokaal openbaar vervoer is de belangrijkste vorm van gemotoriseerd vervoer in de steden. Dat vervoer beweegt zich hoofdzakelijk over straten en wegen. Stedelijk vervoer per spoor is enkel aanwezig in de zes steden Mumbai, Delhi, Chennai, Bangalore, Hyderabad en Calcutta. Busvervoer is aanwezig in ten minste vijfentwintig steden met een bevolkingsaantal groter dan een miljoen. In kleinere steden is het aandeel van bussen veel kleiner: tweewielers en wagens vertegenwoordigen daar meer dan 80% van het verkeer.
Het verkeer beweegt zich in de steden vaak langzaam, files en ongevallen komen veel voor. In India zijn grote problemen met de verkeersveiligheid; er sterven per jaar meer dan honderdduizend mensen aan de gevolgen van een verkeersongeval. In 2007 werden er zelfs 130.000 geteld. Daarmee zijn de Indiase straten qua verkeersveiligheid de gevaarlijkste ter wereld.

### Openbaar vervoer

#### Stadsbus
De stadsbussen verzorgen 90% van het openbaar vervoer in Indiase steden. Ze leveren goedkoop vervoer voor alle lagen van de bevolking. De bussen worden meestal beheerd door organisaties die eigendom zijn van de overheid. Na de economische liberalisatie vernieuwden veel bedrijven hun wagenpark en kwamen er soms bussen met een lage vloer die geschikt zijn voor rolstoelgebruikers. Ook kwam er vaak airconditioning. 
Hoogwaardig openbaar vervoer met nieuwe bussen die onder andere zijn voorzien van airconditioning werd in een eerste fase ingevoerd in Pune, Delhi en Ahmedabad waarna vele andere steden volgden. Hogecapaciteitsbussen zijn aanwezig in Mumbai, Bengaluru, Nagpur en Chennai. Bengaluru was de eerste stad met een bushalte met airconditioning, gelegen bij het Cubbon Park. In de stad Chennai ligt de grootste busterminal van Azië, de Chennai Mofussil Bus Terminus. In 2009 introduceerde de regering van Karnataka en het Bangalore Metropolitan Transport Corporation een busservice voor de armste laag van de bevolking, genaamd de Atal Sarige. De services opereert met goedkope bussen van de arme wijken naar de grote busstations in de omgeving.

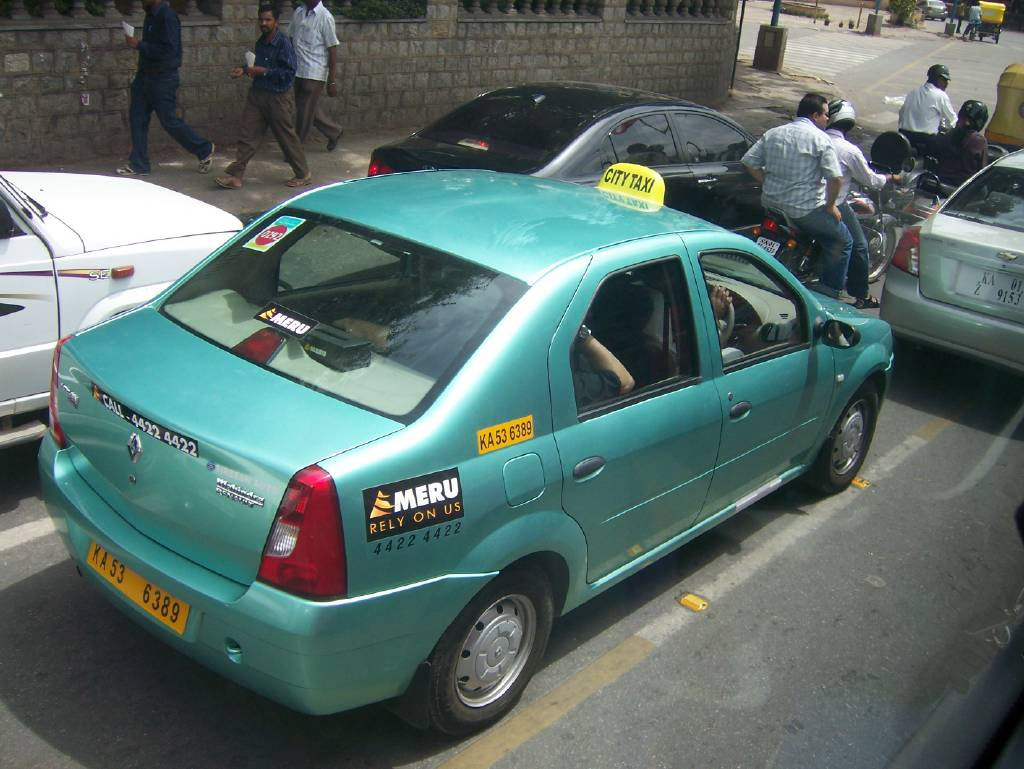
Een taxi in Bengaluru.

#### Taxi
De traditionele taxivloot in India bestaat vooral uit Premier Padmini's of Hindustan Ambassadors. Andere wagens zoals de Chevrolet Tavera, Maruti Omni, Mahindra Logan, Tata Indica, Toyota Innova, Hyundai Santro of Tata Indigo zijn echter sterk in opmars. De kleur van de taxi's verschilt van staat tot staat. In Delhi en Maharashtra zijn de meeste taxi's geel-rood. In West-Bengalen zijn ze geel. Er worden geen regels opgelegd met betrekking tot de kleur van de taxi's. Taxi's moeten wel geregistreerd worden als commerciële voertuigen.
Afhankelijk van de plaats kunnen taxi's besteld worden via de telefoon of gewoon vanop straat aangehouden worden. In steden als Ahmedabad, Bengaluru, Hyderabad moeten taxi's eerst gebeld worden. In steden als Calcutta en Mumbai kunnen taxi's direct betreden worden vanop de straat. Alle taxi's in India zijn verplicht een teller te installeren. Extra betaling wordt verlangd voor bagage, avondritten en tolwegen.

#### Autoriksja
Autoriksja's zijn driewielers met een motor die geen deuren hebben. Ze hebben een kleine cabine voor de bestuurder aan de voorkant en een zitbank voor een of twee passagiers aan de achterkant. Meestal zijn ze geschilderd in het geel, groen of zwart. Deze kleuren verschillen van plaats tot plaats. 

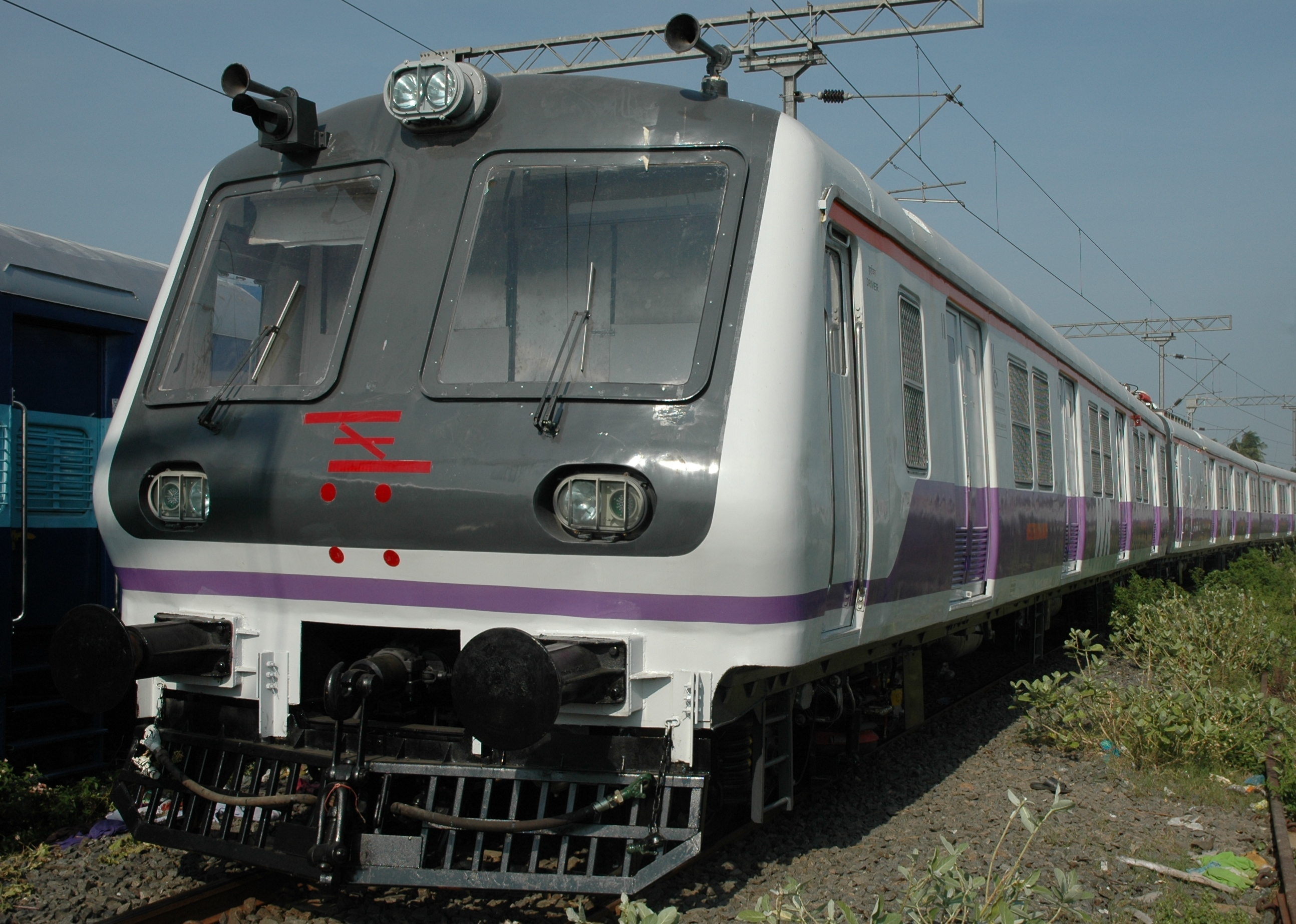
De voorstadspoorweg van Mumbai

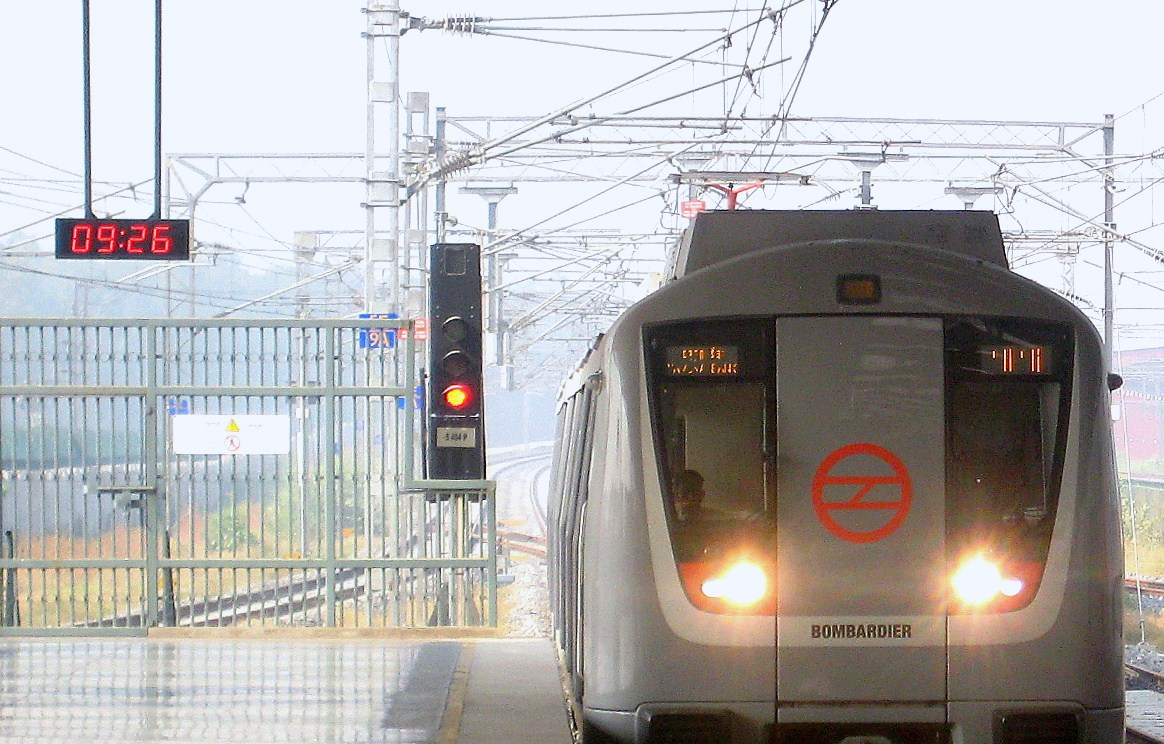
Metro in Delhi

#### Voorstadspoorwegen
De huidige voorstadspoorwegen in India zijn beperkt en enkel aanwezig in Mumbai, Calcutta, Chennai, Delhi en Hyderabad. De voorstadspoorweg van Mumbai was de eerste railverbinding in India, ze werd aangelegd in 1867. Het vervoert nu 6.3 miljoen passagiers per dag en het heeft het hoogst aantal passagiers ter wereld.

#### Metro
De eerste metrolijn in India was die van Calcutta, ze werd geopend in 1984. In 1997 opende in Chennai een stedelijke spoornet, dat veel kenmerken heeft van een metronet. De metro van Delhi is operationeel sinds 2002. De Metro van Bangalore is het vierde metrosysteem van India en begon te rijden in 2011. Er zijn metrolijnen in aanbouw in verschillende andere steden.

### Gemotoriseerde tweewielers
Gemotoriseerde tweewielers zoals scooters, kleine motorfietsen en bromfietsen zijn populair in India doordat ze goedkoop zijn, weinig brandstof verbruiken en makkelijk te gebruiken zijn in het drukke verkeer. In 2003 waren er 47.5 miljoen tweewielers in India, tegenover 8.5 miljoen auto's. Motorfietsen en scooters kunnen  overal gehuurd worden. Een helm dragen is in de meeste steden verplicht voor bestuurder en passagier.

### Auto's
Particuliere voertuigen maken 30% uit van het totale verkeer in de stedelijke gebieden van India. Dagelijks worden bijna 1000 nieuwe voertuigen geregistreerd. Het aantal in India geproduceerde auto's nam toe van 6.3 miljoen in 2003 tot 11.2 miljoen in 2009. Het overgrote deel van de Indiërs is echter aangewezen op andere middelen van vervoer.
Het meest voorkomende autotype is de compacte middenklasser. Vooral de hatchbacks zijn populair vanwege het lagere energieverbruik en de beperkte parkeerruimte in de steden. Maruti, Hyundai en Tata Motors zijn de grootste fabrikanten. 

## Vervoer over lange afstand

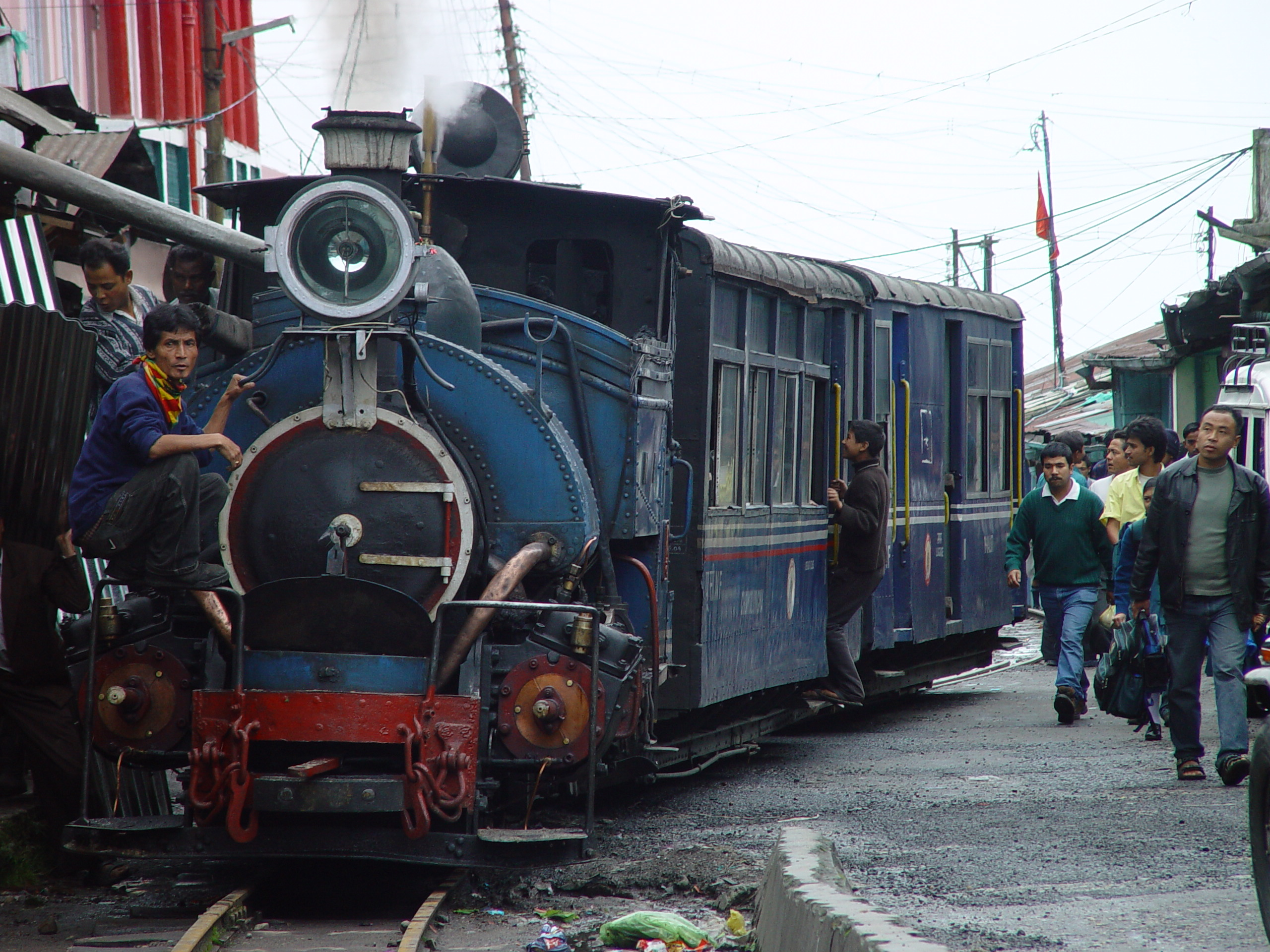
De Darjeelingspoorweg, een van de laatste trajecten met stoomtractie

### Spoorwegen
De eerste spoorweg werd in India aangelegd in 1853. De spoorwegen zijn een overheidsbedrijf genaamd Indian Railways, het staat onder toezicht van het Ministerie van Spoorwegen. Indian Railways vormt het de belangrijkste vervoersmogelijkheid in India. Het bedrijf verplaatst meer dan 18 miljoen passagiers en meer dan 2 miljoen ton goederen per dag. Daarmee is het een van de grootste en drukste spoorwegnetwerken ter wereld. In 1947, het jaar van India's onafhankelijkheid, waren er tweeënveertig verschillende spoorwegondernemingen. In 1951 werden deze genationaliseerd en samengevoegd. Het bedrijf is verdeeld in zestien zones, die verder onderverdeeld zijn zevenenzestig regio's, met elk een hoofdkwartier.
Het netwerk is verspreid over het hele land, er zijn 6.909 stations aan een totale spoorweglengte van ongeveer 63.465 kilometer. Het is, met meer dan 1.4 miljoen werknemers, 
's werelds grootste werkgever.

#### Internationaal
Railverbindingen tussen India en de buurlanden zijn niet sterk ontwikkeld. Er zijn twee treinverbindingen met Pakistan. Naar Bangladesh gaat een tweewekelijks een trein en er is ook een spoorverbinding met Nepal.
Er wordt aan een spoorlijn gewerkt naar Myanmar (Birma). Ook een lijn naar Bhutan is in aanbouw.

### Wegen
Het netwerk van nationale wegen verbindt alle belangrijke steden. In 2005 had India een totaal van 66.590 kilometer nationale wegen, 200 kilometer daarvan is autosnelweg.
De nationale wegen vormen 2% van alle wegen in het land, maar ze nemen 40% van alle wegverkeer voor hun rekening. 65% van het goederenvervoer en 80% van het passagiersvervoer in India vindt plaats over de weg. 

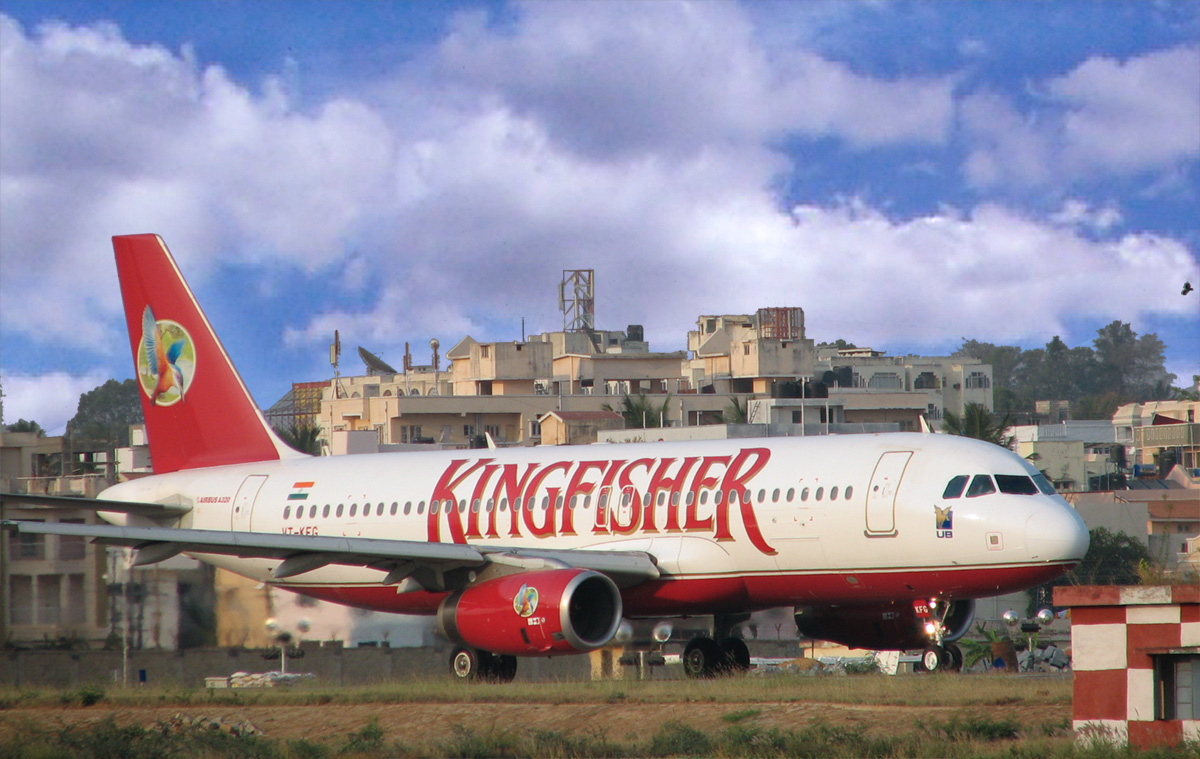
Een vliegtuig van Kingfisher Airlines

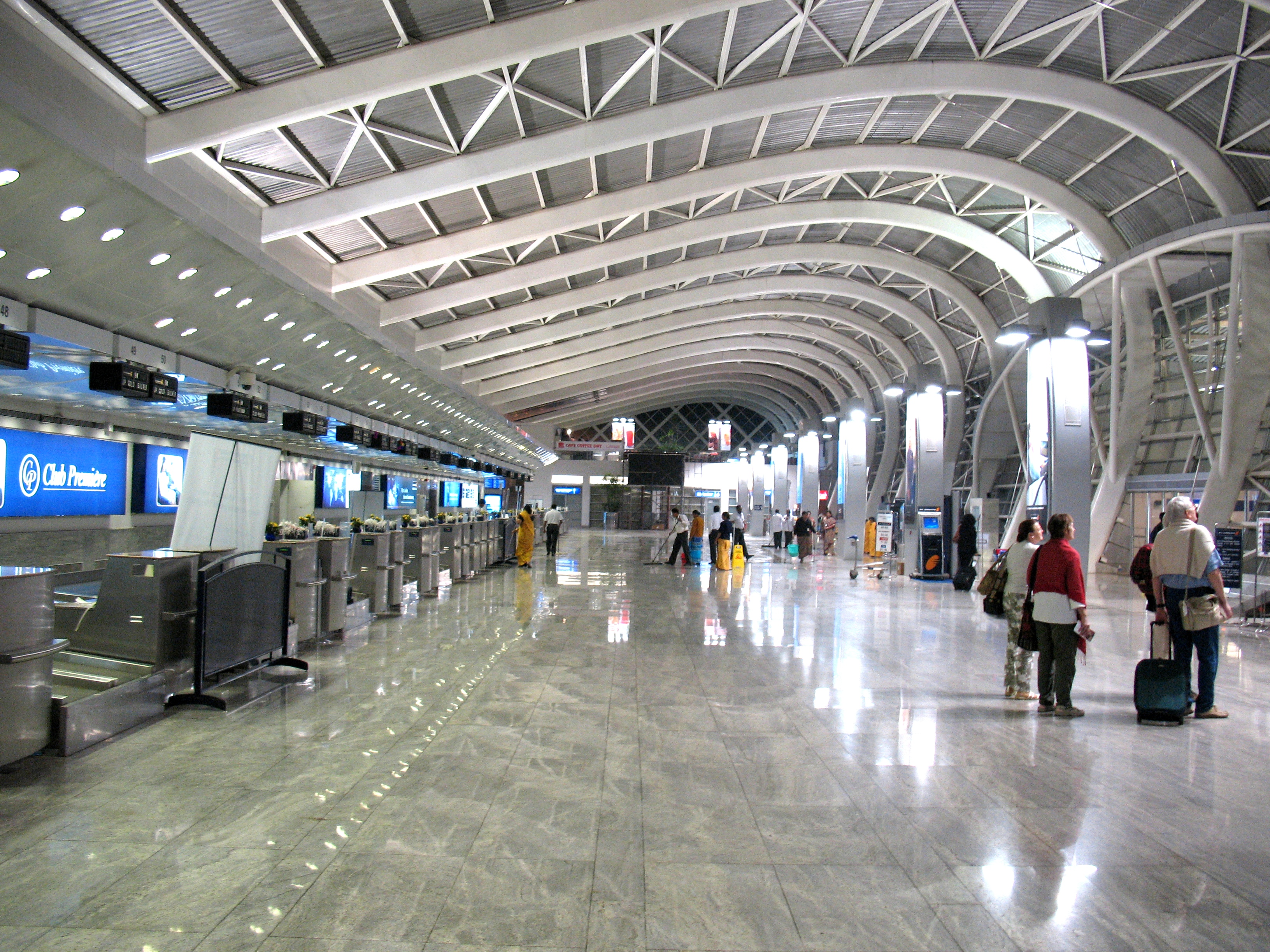
Chhatrapati Shivaji International Airport is momenteel de drukste luchthaven van India gebaseerd op passagiersaantallen

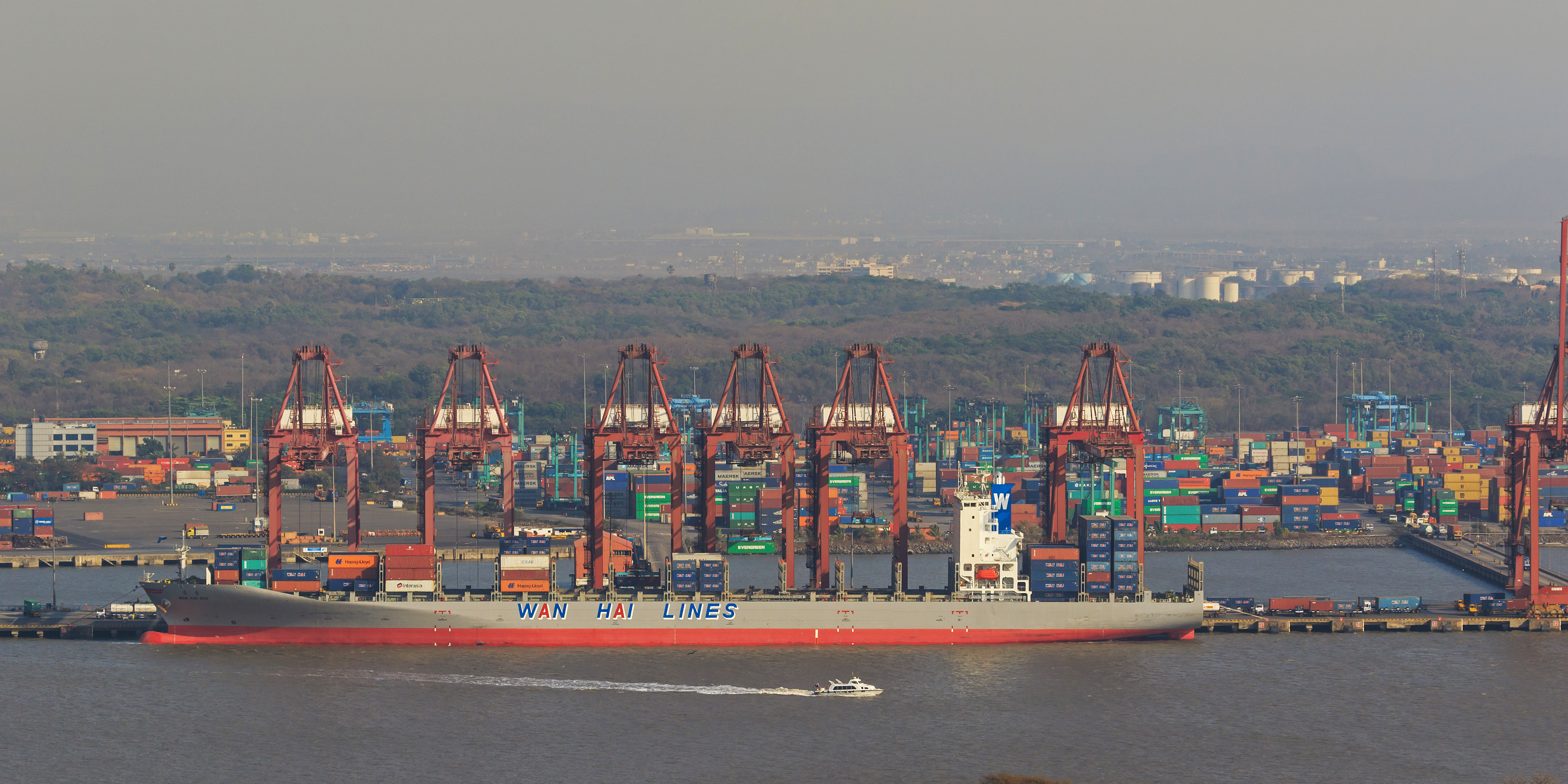
Nhaha Sheva, de op vijf na grootste haven van India

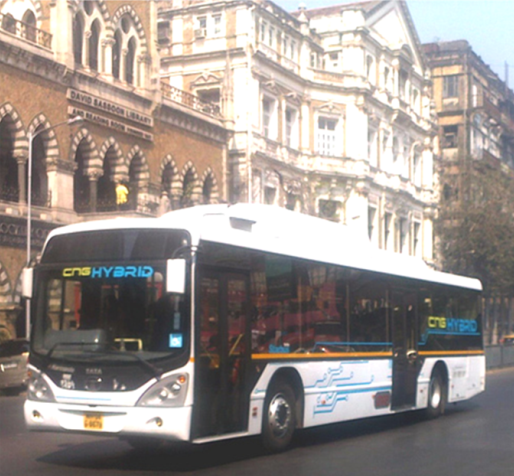
Bus rijdend op cng in Mumbai

### Luchtvaart
Door de snelle groei van de Indiase economie heeft de luchtvaart zich sterk kunnen ontwikkelen. Air India heeft een vloot van zo'n 200 vliegtuigen en speelt een belangrijke rol in het verbinden van India met de rest van de wereld. 
Kingfisher Airlines, Air India en Jet Airways zijn de grootste luchtvaartmaatschappijen. Deze bedrijven verbinden meer dan tachtig steden in India en onderhouden ook internationale routes. Het luchtvaarttraject Mumbai-Delhi was in 2007 op vijf na het drukste ter wereld.

#### Luchthavens
In 2008 waren er zo'n 335 burgerluchthavens in India. Meer dan 20 ervan kennen internationale verbindingen.

### Internationale corridors
India is voor goederenvervoer internationaal verbonden via de Internationale Noord-Zuid Transportcorridor, van Mumbai (India) over zee naar Bandar Abbas (Iran), en dan doorheen Azerbeidzjan naar Rusland.

## Havens
Maritiem vervoer wordt in India geregeld door de Shipping Corporation of India, een bedrijf in eigendom van de regering. De onderneming is in praktisch in alle onderdelen van de scheepvaart actief, zowel nationaal als internationaal. Het heeft een vloot van 132 schepen. Personeel wordt getraind in het Maritime Training Institute in Mumbai. Het maakt deel uit   van de World Maritime University die werd opgezet in 1987. Shipping Corporation of India is door middel van joint ventures ook actief in Malta en Iran. 
Havens zijn de bakermatten van het handelen. Ongeveer 95% van de handel in India verloopt via de havens. Mumbai Port en JNPT verwerken 70% van de maritieme handel in India. Er zijn 199 grote havens in India.

## Waterwegen
India heeft een uitgebreid netwerk van binnenlandse waterwegen in de vorm van rivieren, kanalen, Backwaters en grote beken. De totale lengte van de bevaarbare waterwegen is 14.500 kilometer. Goederenvervoer per binnenschip heeft in India geen grote omvang in vergelijking met andere grote landen. Slechts 0,15% van het totale binnenlandse goederenverkeer gebeurt over het water. Ter vergelijking: Duitsland vervoert 20% van zijn goederen over water en Bangladesh 32%.

## Pijpleidingen
- De lengte van pijplijnen voor aardolie is 20.000 kilometer
- De lengte van pijplijnen voor petroleum is 268 kilometer
- De lengte van pijplijnen voor aardgas is 1.700 kilometer.

Deze cijfers geven de situatie weer van 2008.

## Impact op het leefmilieu
In hoofdstad New Delhi maakt het openbaarvervoerbedrijf op grote schaal gebruik van aardgas als motorbrandstof met de bedoeling luchtvervuiling tegen te gaan. Desondanks blijft het vervoer de grootste vervuiler in de stad. 